# Manfred Dum
Manfred Dum (* 30. März 1961 in Solingen) ist ein ehemaliger deutscher Fußballspieler.

## Karriere
Der 1,81 m große Stürmer absolvierte von 1983 bis 1990 insgesamt 198 Spiele in der 2. Fußball-Bundesliga für Union Solingen, den 1. FC Saarbrücken und den SC Freiburg und schoss dabei 35 Tore. In der Saison 1990/91 spielte er für den Wuppertaler SV in der Oberliga Nordrhein. Nach seiner Spielerkarriere arbeitete er als Trainer, u. a. für TuSpo Richrath und den SC Düsseldorf-West.

## Titel und Erfolge
- DFB-Pokal-Torschützenkönig 1985

## Sonstiges
Sein Sohn Sascha (* 1986) ist ebenfalls Fußballspieler und steht derzeit beim FSV Vohwinkel unter Vertrag.